# Angelo Schirinzi
Angelo Schirinzi (Basilea, 5 novembre 1972) è un giocatore di beach soccer e allenatore di calcio svizzero, attualmente in forza al Villafranca.
Considerato un'icona del beach soccer elvetico, Schirinzi ha debuttato nel 2001 in nazionale, vestendo la maglia rossocriata in più di 300 occasioni e dividendosi tra il ruolo di giocatore e commissario tecnico. Con la nazionale ha ottenuto la medaglia d'argento al mondiali del 2009, ha vinto l'Euro Beach Soccer League nel 2012 e l'Euro Beach Soccer Cup nel 2005.
Nel 2013 è stato inoltre commissario tecnico della nazionale tahitiana nei mondiali casalinghi, raggiungendo uno storico quarto posto che gli ha valso anche il titolo di cavaliere dell'Ordine di Tahiti Nui.
È istruttore riconosciuto dalla FIFA ed è in possesso di licenza UEFA Pro.

## Palmarès

### Club
- Campionato svizzero di beach soccer

Vincitore nel 2013
Finalista nel 2012

### Nazionale
- Campionato mondiale di beach soccer

Finalista nel 2009
- Euro Beach Soccer League

Vincitore nel 2012
Finalista nel 2011
Terzo posto nel 2013
- Euro Beach Soccer Cup

Vincitore nel 2005
Finalista nel 2008 e 2009
Terzo posto nel 2012